# Hrvatska na Svjetskom nogometnom prvenstvu
Hrvatska nogometna reprezentacija nastupila je na šest svjetskih prvenstava (1998., 2002., 2006., 2014., 2018., 2022.) od osamostaljenja 1991. godine. Prije toga Hrvatska je igrala u sklopu bivše države Jugoslavije. Najbolji su rezultati reprezentacije srebrna medalja sa Svjetskog prvenstva 2018. u Rusiji i brončana medalja sa Svjetskog prvenstva 1998. u Francuskoj, te brončana medalja sa Svjetskog prvenstva u Katru 2022.godine

## Dosadašnji nastupi
| Godina        | Runda                             | Pozicija                          | U                                 | P                                 | N*                                | I                                 | GD                                | GP                                | GR                                |
| ------------- | --------------------------------- | --------------------------------- | --------------------------------- | --------------------------------- | --------------------------------- | --------------------------------- | --------------------------------- | --------------------------------- | --------------------------------- |
| 1930. – 1938. | igrali kao Kraljevina Jugoslavija | igrali kao Kraljevina Jugoslavija | igrali kao Kraljevina Jugoslavija | igrali kao Kraljevina Jugoslavija | igrali kao Kraljevina Jugoslavija | igrali kao Kraljevina Jugoslavija | igrali kao Kraljevina Jugoslavija | igrali kao Kraljevina Jugoslavija | igrali kao Kraljevina Jugoslavija |
| 1950. – 1990. | igrali kao Jugoslavija            | igrali kao Jugoslavija            | igrali kao Jugoslavija            | igrali kao Jugoslavija            | igrali kao Jugoslavija            | igrali kao Jugoslavija            | igrali kao Jugoslavija            | igrali kao Jugoslavija            | igrali kao Jugoslavija            |
| 1994.         | Nije igrala kvalifikacije         | Nije igrala kvalifikacije         | Nije igrala kvalifikacije         | Nije igrala kvalifikacije         | Nije igrala kvalifikacije         | Nije igrala kvalifikacije         | Nije igrala kvalifikacije         | Nije igrala kvalifikacije         | Nije igrala kvalifikacije         |
| 1998.         | Polufinale                        | 3.                                | 7                                 | 5                                 | 0                                 | 2                                 | 11                                | 5                                 | +6                                |
| 2002.         | Skupina                           | 23.                               | 3                                 | 1                                 | 0                                 | 2                                 | 2                                 | 3                                 | –1                                |
| 2006.         | Skupina                           | 22.                               | 3                                 | 0                                 | 2                                 | 1                                 | 2                                 | 3                                 | –1                                |
| 2010.         | Nisu se kvalificirali             | Nisu se kvalificirali             | Nisu se kvalificirali             | Nisu se kvalificirali             | Nisu se kvalificirali             | Nisu se kvalificirali             | Nisu se kvalificirali             | Nisu se kvalificirali             | Nisu se kvalificirali             |
| 2014.         | Skupina                           | 19.                               | 3                                 | 1                                 | 0                                 | 2                                 | 6                                 | 6                                 | 0                                 |
| 2018.         | Finale                            | 2.                                | 7                                 | 4                                 | 2                                 | 1                                 | 14                                | 9                                 | +5                                |
| 2022.         | Polufinale                        | 3.                                | 7                                 | 2                                 | 4                                 | 1                                 | 8                                 | 7                                 | +1                                |
| 2026.         | Kvalifikacije nisu počele         | Kvalifikacije nisu počele         | Kvalifikacije nisu počele         | Kvalifikacije nisu počele         | Kvalifikacije nisu počele         | Kvalifikacije nisu počele         | Kvalifikacije nisu počele         | Kvalifikacije nisu počele         | Kvalifikacije nisu počele         |
| Ukupno        | Ukupno                            | Ukupno                            | 30                                | 13                                | 8                                 | 9                                 | 43                                | 33                                | +10                               |

## 1998. – Francuska
| - Aljoša Asanović - Slaven Bilić - Zvonimir Boban (k) - Robert Jarni - Krunoslav Jurčić |  | - Goran Jurić - Ardian Kozniku - Petar Krpan - Dražen Ladić - Zoran Mamić |  | - Silvio Marić - Marjan Mrmić - Robert Prosinečki - Zvonimir Soldo - Mario Stanić |  | - Anthony Šerić - Dario Šimić - Igor Štimac - Davor Šuker - Igor Tudor |  | - Vladimir Vasilj - Goran Vlaović Izbornik: Miroslav Blažević |

| Poz | Momčad    | U | P | N | I | GZ | GP | GR | Bod |
| --- | --------- | - | - | - | - | -- | -- | -- | --- |
| 1.  | Argentina | 3 | 3 | 0 | 0 | 7  | 0  | +7 | 9   |
| 2.  | Hrvatska  | 3 | 2 | 0 | 1 | 4  | 2  | +2 | 6   |
| 3.  | Jamajka   | 3 | 1 | 0 | 2 | 3  | 9  | –6 | 3   |
| 4.  | Japan     | 3 | 0 | 0 | 3 | 1  | 4  | –3 | 0   |

| 14. lipnja 1998. 21:00 |             |                                     |                                                                              |
| Jamajka                | 1:3         | Hrvatska                            | Stade Félix-Bollaert, Lens Broj gledatelja: 38.100 Sudac: Vítor Melo Pereira |
| Earle 45'              | (izvještaj) | Stanić 27' Prosinečki 53' Šuker 69' | Stade Félix-Bollaert, Lens Broj gledatelja: 38.100 Sudac: Vítor Melo Pereira |

| 20. lipnja 1998. 14:30 |             |           |                                                                             |
| Japan                  | 0:1         | Hrvatska  | Stade de la Beaujoire, Nantes Broj gledatelja: 35.500 Sudac: Ramesh Ramdhan |
|                        | (izvještaj) | Šuker 77' | Stade de la Beaujoire, Nantes Broj gledatelja: 35.500 Sudac: Ramesh Ramdhan |

| 26. lipnja 1998. 16:00 |             |          |                                                                    |
| Argentina              | 1:0         | Hrvatska | Parc Lescure, Bordeaux Broj gledatelja: 31.800 Sudac: Said Belqola |
| Pineda 36'             | (izvještaj) |          | Parc Lescure, Bordeaux Broj gledatelja: 31.800 Sudac: Said Belqola |

### Osmina finala
| 30. lipnja 1998. 16:30 |             |                    |                                                                        |
| Rumunjska              | 0:1         | Hrvatska           | Parc Lescure, Bordeaux Broj gledatelja: 31.800 Sudac: Javier Castrilli |
|                        | (izvještaj) | Šuker 45+2' (pen.) | Parc Lescure, Bordeaux Broj gledatelja: 31.800 Sudac: Javier Castrilli |

### Četvrtfinale
| 4. srpnja 1998. 21:00 |             |                                   |                                                                     |
| Njemačka              | 0:3         | Hrvatska                          | Stade de Gerland, Lyon Broj gledatelja: 39.100 Sudac: Rune Pedersen |
|                       | (izvještaj) | Jarni 45+3' Vlaović 80' Šuker 85' | Stade de Gerland, Lyon Broj gledatelja: 39.100 Sudac: Rune Pedersen |

### Polufinale
| 8. srpnja 1998. 21:00 |             |           |                                                                                      |
| Francuska             | 2:1         | Hrvatska  | Stade de France, Saint-Denis Broj gledatelja: 76.000 Sudac: José María García-Aranda |
| Thuram 47', 70'       | (izvještaj) | Šuker 46' | Stade de France, Saint-Denis Broj gledatelja: 76.000 Sudac: José María García-Aranda |

### Utakmica za treće mjesto
| 11. srpnja 1998. 21:00 |             |                          |                                                                          |
| Nizozemska             | 1:2         | Hrvatska                 | Parc des Princes, Paris Broj gledatelja: 45.500 Sudac: Epifanio González |
| Zenden 22'             | (izvještaj) | Prosinečki 14' Šuker 36' | Parc des Princes, Paris Broj gledatelja: 45.500 Sudac: Epifanio González |

## 2002. – Južna Koreja / Japan
| - Boško Balaban - Alen Bokšić - Tomislav Butina - Robert Jarni (k) - Niko Kovač |  | - Robert Kovač - Ivica Olić - Stipe Pletikosa - Robert Prosinečki - Milan Rapaić |  | - Zvonimir Soldo - Mario Stanić - Daniel Šarić - Anthony Šerić - Dario Šimić |  | - Josip Šimunić - Davor Šuker - Stjepan Tomas - Vladimir Vasilj - Goran Vlaović |  | - Jurica Vranješ - Davor Vugrinec - Boris Živković Izbornik: Mirko Jozić |

| Poz | Momčad   | U | P | N | I | GZ | GP | GR | Bod |
| --- | -------- | - | - | - | - | -- | -- | -- | --- |
| 1.  | Meksiko  | 3 | 2 | 1 | 0 | 4  | 2  | +2 | 7   |
| 2.  | Italija  | 3 | 1 | 1 | 1 | 4  | 3  | +1 | 4   |
| 3.  | Hrvatska | 3 | 1 | 0 | 2 | 2  | 3  | –1 | 3   |
| 4.  | Ekvador  | 3 | 1 | 0 | 2 | 2  | 4  | –2 | 3   |

| 3. lipnja 2002. 15:30 |             |                   |                                                                         |
| Hrvatska              | 0:1         | Meksiko           | Niigata Big Swan Stadium, Niigata Broj gledatelja: 32.239 Sudac: Lu Jun |
|                       | (izvještaj) | Blanco 60' (pen.) | Niigata Big Swan Stadium, Niigata Broj gledatelja: 32.239 Sudac: Lu Jun |

| 8. lipnja 2002. 18:00 |             |                     |                                                                            |
| Italija               | 1:2         | Hrvatska            | Kashima Soccer Stadium, Ibaraki Broj gledatelja: 36.472 Sudac: Graham Poll |
| Vieri 55'             | (izvještaj) | Olić 73' Rapaić 76' | Kashima Soccer Stadium, Ibaraki Broj gledatelja: 36.472 Sudac: Graham Poll |

| 13. lipnja 2002. 20:30 |             |          |                                                                                        |
| Ekvador                | 1:0         | Hrvatska | International Stadium Yokohama, Yokohama Broj gledatelja: 65.862 Sudac: William Mattus |
| Méndez 48'             | (izvještaj) |          | International Stadium Yokohama, Yokohama Broj gledatelja: 65.862 Sudac: William Mattus |

## 2006. – Njemačka
| - Marko Babić - Boško Balaban - Ivan Bošnjak - Tomislav Butina - Joey Didulica |  | - Ivan Klasnić - Niko Kovač (k) - Robert Kovač - Niko Kranjčar - Ivan Leko |  | - Jerko Leko - Luka Modrić - Ivica Olić - Stipe Pletikosa - Dado Pršo |  | - Darijo Srna - Anthony Šerić - Dario Šimić - Josip Šimunić - Mario Tokić |  | - Stjepan Tomas - Igor Tudor - Jurica Vranješ Izbornik: Zlatko Kranjčar |

| Poz | Momčad     | U | P | N | I | GZ | GP | GR | Bod |
| --- | ---------- | - | - | - | - | -- | -- | -- | --- |
| 1.  | Brazil     | 3 | 3 | 0 | 0 | 7  | 1  | +6 | 9   |
| 2.  | Australija | 3 | 1 | 1 | 1 | 5  | 5  | 0  | 4   |
| 3.  | Hrvatska   | 3 | 0 | 2 | 1 | 2  | 3  | –1 | 2   |
| 4.  | Japan      | 3 | 0 | 1 | 2 | 2  | 7  | –5 | 1   |

| 13. lipnja 2006. 21:00 |             |          |                                                                        |
| Brazil                 | 1:0         | Hrvatska | Olympiastadion, Berlin Broj gledatelja: 72.000 Sudac: Benito Archundia |
| Kaká 44'               | (izvještaj) |          | Olympiastadion, Berlin Broj gledatelja: 72.000 Sudac: Benito Archundia |

| 18. lipnja 2006. 15:00 |             |          |                                                                                       |
| Japan                  | 0:0         | Hrvatska | FIFA WM Stadion Nürnberg, Nuremberg Broj gledatelja: 41.000 Sudac: Frank De Bleeckere |
|                        | (izvještaj) |          | FIFA WM Stadion Nürnberg, Nuremberg Broj gledatelja: 41.000 Sudac: Frank De Bleeckere |

| 22. lipnja 2006. 21:00 |             |                             |                                                                                |
| Hrvatska               | 2:2         | Australija                  | Gottlieb-Daimler-Stadion, Stuttgart Broj gledatelja: 52.000 Sudac: Graham Poll |
| Srna 2' N. Kovač 56'   | (izvještaj) | Moore 38' (pen.) Kewell 79' | Gottlieb-Daimler-Stadion, Stuttgart Broj gledatelja: 52.000 Sudac: Graham Poll |

## 2014. – Brazil
| - Milan Badelj - Marcelo Brozović - Vedran Ćorluka - Eduardo da Silva - Nikica Jelavić |  | - Mateo Kovačić - Dejan Lovren - Mario Mandžukić - Luka Modrić - Ivica Olić |  | - Ivan Perišić - Stipe Pletikosa - Danijel Pranjić - Ivan Rakitić - Ante Rebić |  | - Sammir - Gordon Schildenfeld - Darijo Srna (k) - Danijel Subašić - Domagoj Vida |  | - Šime Vrsaljko - Ognjen Vukojević - Oliver Zelenika Izbornik:Niko Kovač |

| Poz | Momčad   | U | P | N | I | GZ | GP | GR | Bod |
| --- | -------- | - | - | - | - | -- | -- | -- | --- |
| 1.  | Brazil   | 3 | 2 | 1 | 0 | 7  | 2  | +5 | 7   |
| 2.  | Meksiko  | 3 | 2 | 1 | 0 | 4  | 1  | +3 | 7   |
| 3.  | Hrvatska | 3 | 1 | 0 | 2 | 6  | 6  | 0  | 3   |
| 4.  | Kamerun  | 3 | 0 | 0 | 3 | 1  | 9  | –8 | 0   |

| 12. lipnja 2014. 22:00           |             |                    |                                                                              |
| Brazil                           | 3:1         | Hrvatska           | Arena Corinthians, São Paulo Broj gledatelja: 62.103 Sudac: Yuichi Nishimura |
| Neymar 29', 71' (pen.) Oscar 90' | (izvještaj) | Marcelo 11' (a.g.) | Arena Corinthians, São Paulo Broj gledatelja: 62.103 Sudac: Yuichi Nishimura |

| 18. lipnja 2014. 00:00 |             |                                         |                                                                     |
| Kamerun                | 0:4         | Hrvatska                                | Arena Amazônia, Manaus Broj gledatelja: 39.982 Sudac: Pedro Proença |
|                        | (izvještaj) | Olić 11' Perišić 48' Mandžukić 61', 73' | Arena Amazônia, Manaus Broj gledatelja: 39.982 Sudac: Pedro Proença |

| 23. lipnja 2014. 22:00 |             |                                        |                                                                         |
| Hrvatska               | 1:3         | Meksiko                                | Arena Pernambuco, Recife Broj gledatelja: 41.212 Sudac: Ravshan Irmatov |
| Perišić 87'            | (izvještaj) | Márquez 72' Guardado 75' Hernández 82' | Arena Pernambuco, Recife Broj gledatelja: 41.212 Sudac: Ravshan Irmatov |

## 2018. – Rusija
Hrvatska je na tom prvenstvu uspjela doći do finala svjetskoga nogometnog prvenstva i tako je postala 13. reprezentacija kojoj je to uspjelo. Hrvatska je najmanja europska i druga najmanja svjetska reprezentacija koja je imala priliku boriti se za trofej svjetskoga prvaka.
| - Milan Badelj - Filip Bradarić - Marcelo Brozović - Duje Ćaleta-Car - Vedran Ćorluka |  | - Tin Jedvaj - Lovre Kalinić - Nikola Kalinić - Mateo Kovačić - Andrej Kramarić |  | - Dominik Livaković - Dejan Lovren - Mario Mandžukić - Luka Modrić (k) - Ivan Perišić |  | - Josip Pivarić - Marko Pjaca - Ivan Rakitić - Ante Rebić - Ivan Strinić |  | - Danijel Subašić - Domagoj Vida - Šime Vrsaljko Izbornik: Zlatko Dalić |

### Grupa D
U grupnoj fazi natjecanja igrala je protiv Nigerije, gdje je prvi gol za Hrvatsku zabio Nigerijac Etebo, a kapetan reprezentacije Modrić je iz jedanaesterca rezultat povisio na konačnih 2:0.
Na sljedećoj je utakmici Hrvatska pobijedila Argentinu s 3:0. Prvi je pogodak volejem postigao Rebić nakon pogreške argentinskog vratara. Modrić je postigao drugi gol koji je proglašen trećim najljepši pogotkom prvenstva. Rakitić je utakmicu zaključio trećim pogotkom za Hrvatsku. 
Na posljednjoj je utakmici Hrvatska pobijedila Island s 2:1. Strijelci za Hrvatsku bili su Badelj i Perišić. Hrvatska je tako prvi put imala sve 3 pobjede u grupnoj fazi SP-a.
| Poz | Momčad    | U | P | N | I | GZ | GP | GR | Bod |
| --- | --------- | - | - | - | - | -- | -- | -- | --- |
| 1.  | Hrvatska  | 3 | 3 | 0 | 0 | 7  | 1  | +6 | 9   |
| 2.  | Argentina | 3 | 1 | 1 | 1 | 3  | 5  | –2 | 4   |
| 3.  | Nigerija  | 3 | 1 | 0 | 2 | 3  | 4  | –1 | 3   |
| 4.  | Island    | 3 | 0 | 1 | 2 | 2  | 5  | –3 | 1   |

| 16. lipnja 2018. 21:00 SEV       |     |          |                                                                                |
| Hrvatska                         | 2:0 | Nigerija | Stadion Kalinjingrad, Kalinjingrad Broj gledatelja: 31.136 Sudac: Sandro Ricci |
| Etebo 32' (ag) Modrić 71' (11 m) |     |          | Stadion Kalinjingrad, Kalinjingrad Broj gledatelja: 31.136 Sudac: Sandro Ricci |

| 21. lipnja 2018. 20:00 SEV |     |                                    |                                                                                        |
| Argentina                  | 0:3 | Hrvatska                           | Stadion Nižnji Novgorod, Nižnji Novgorod Broj gledatelja: 43.319 Sudac: Ravšan Irmatov |
|                            |     | Rebić 53' Modrić 80' Rakitić 90+1' | Stadion Nižnji Novgorod, Nižnji Novgorod Broj gledatelja: 43.319 Sudac: Ravšan Irmatov |

| 26. lipnja 2018. 20:00 SEV |     |                        |                                                                                 |
| Island                     | 1:2 | Hrvatska               | Rostov Arena, Rostov na Donu Broj gledatelja: 43.472 Sudac: Antonio Mateu Lahoz |
| Sigurðsson 76' (11 m)      |     | Badelj 53' Perišić 90' | Rostov Arena, Rostov na Donu Broj gledatelja: 43.472 Sudac: Antonio Mateu Lahoz |

### Osmina finala
Prvu pobjedu Hrvatske u drugoj fazi velikih natjecanja još od 1998. Hrvatska je ostvarila pobijedivši Dansku boljim izvođenjem jedanaesteraca. Danci su zabili gol prvoj minuti, a Mario Mandžukić četiri je minute poslije izjednačio rezultat i ostvario rekord; to su najbrža dva pogotka na SP-u ikad. Modrić nije uspio realizirati jedanaesterac na kraju drugog produžetka. Tijekom izvođenja jedanaesteraca Hrvatska je uz vratara Danijela Subašića primila dva pogotka, a postigla ih je tri. Subašić je tako postao drugi vratar u povijesti velikih natjecanja koji je obranio tri jedanaesterca u jednoj utakmici.
| 1. srpnja 2018. 20:00 |                  |                 |                                                                                       |
| Hrvatska              | 1:1 (produžetci) | Danska          | Stadion Nižnji Novgorod, Nižnji Novgorod Broj gledatelja: 40.851 Sudac: Néstor Pitana |
| Mandžukić 4'          |                  | M. Jorgensen 1' | Stadion Nižnji Novgorod, Nižnji Novgorod Broj gledatelja: 40.851 Sudac: Néstor Pitana |

|                                        |     | jedanaesterci                                |  |  |
| Badelj Kramarić Modrić Pivarić Rakitić | 3:2 | Eriksen Kjær Krohn-Dehli Schöne N. Jørgensen |  |  |
|                                        |     |                                              |  |  |

### Četvrtfinale
U četvrtfinalu se Hrvatska borila protiv domaćina prvenstva – Rusije – i izborila prvu pobjedu nad domaćinom svjetskog prvenstva, a s kojim je dotad igrala dva puta i oba je puta izgubila (1998., 2014.). Rusi su poveli u 31. minuti Čeriševljevim pogotkom, a Kramarić je izjednačio osam minuta kasnije. Vida je Hrvatsku doveo u vodstvo u 100. minuti, no Rusija je izjednačila na samom kraju drugog produžetka. Hrvatska je ponovno bila bolja u izvođenju jedanaesteraca i ukupan je rezultat za Hrvatsku bio 6:5.
| 7. srpnja 2018. 20:00      |                  |                        |                                                                           |
| Rusija                     | 2:2 (produžetci) | Hrvatska               | Olimpijski stadion Fišt, Soči Broj gledatelja: 44.287 Sudac: Sandro Ricci |
| Čerišev 31' Fernandes 115' |                  | Kramarić 39' Vida 101' | Olimpijski stadion Fišt, Soči Broj gledatelja: 44.287 Sudac: Sandro Ricci |

|                                              |     | jedanaesterci                        |  |  |
| Smolov Dzagojev Fernandes Ignaševič Kuzjajev | 3:4 | Brozović Kovačić Modrić Vida Rakitić |  |  |
|                                              |     |                                      |  |  |

### Polufinale
U polufinalnoj utakmici Hrvatska je pobijedila Englesku; nakon produžetka postigla je rezultat 2:1. Hrvatska je do kraja prvog poluvremena gubila 0:1, no u 68. minuti Perišić je zabio gol. Mandžukić je potom dao gol u produžetku i Hrvatska je prvi put ušla u finale svjetskoga prvenstva; tako je postala druga reprezentacija nakon Argentine koja je u prvom poluvremenu polufinala gubila pa preokrenula rezultat. Hrvatska je također druga reprezentacija u svijetu nakon Engleske koja je igrala tri produžetka na svjetskim prvenstvima.
| 11. srpnja 2018. 20:00     |                  |             |                                                                      |
| Hrvatska                   | 2:1 (produžetci) | Engleska    | Stadion Lužnjiki, Moskva Broj gledatelja: 78.011 Sudac: Cüneyt Çakır |
| Perišić 68' Mandžukić 109' | Izvještaj        | Trippier 5' | Stadion Lužnjiki, Moskva Broj gledatelja: 78.011 Sudac: Cüneyt Çakır |

### Finale
Finale Svjetskog prvenstva u Rusiji Hrvatska je odigrala protiv Francuske.
| 15. srpnja 2018. 17:00                                       |           |                           |                                                                       |
| Francuska                                                    | 4:2       | Hrvatska                  | Stadion Lužnjiki, Moskva Broj gledatelja: 78.011 Sudac: Néstor Pitana |
| Mandžukić 19' (ag) Griezmann 38' (11 m) Pogba 59' Mbappé 65' | Izvještaj | Perišić 29' Mandžukić 69' | Stadion Lužnjiki, Moskva Broj gledatelja: 78.011 Sudac: Néstor Pitana |

Hrvatska je ostvarila još dva rekorda. Brozović je pretrčao oko 16,3 km, što je rekord tog 21. SP-a, a prema Fifinoj ljestvici hrvatska je reprezentacija postala najniže rangirana reprezentacija (20.) koja se izborila u finale svjetskoga prvenstva.
Zlatko Dalić prvi je natjecateljski poraz na klupi reprezentacije doživio tek u finalu SP-a.
Tijekom završnice hrvatska je predsjednica Kolinda Grabar-Kitarović dodijelila zlatnu loptu toga prvenstva koju je osvojio hrvatski kapetan Luka Modrić. Hrvatsku je tijekom prvenstva predstavljao slogan “Mala zemlja. Veliki snovi”, čiji je autor Majda Sijarić.

### Doček u Hrvatskoj i reakcije
Nakon osvajanja srebrne medalje uslijedila su mnoga slavlja diljem zemlje. Najveće se održalo tijekom povratka reprezentacije i smatra se najmasovnijim javnim slavljem u hrvatskoj povijesti.[nedostaje izvor] 
Dana 16. srpnja hrvatske je nogometaše u Zagrebu dočekalo više od 550 tisuća ljudi. Vatreni su oko 15:30 sletjeli u Zagreb, gdje su ih već tamo dočekali mnogobrojni navijači. Reprezentacija je u otprilike 21 sat stigla na Trg bana Jelačića i popela se na pozornicu da bi pozdravila otprilike 120 tisuća gledatelja na trgu.
Neki nogometaši također su posjetili i svoje rodne gradove, dok su zajedno posjetili najveće gradove županija svojih rodnih gradova. Primjerice, u Split su došli Lovre Kalinić, Ivan Strinić, Filip Bradarić, Ivan Perišić i Ante Rebić, koji su u otprilike 18 sati stigli na prepunu splitsku Rivu. Veliki sporedni doček također je bio u Zadru, u koji su stigli Luka Modrić, Danijel Subašić, Šime Vrsaljkoa i Dominik Livaković.
Neki manji gradovi ili gradovi iz kojih je manji broj igrača također su dočekali pojedinog igrača ili igrače. U Šibenik je došao Duje Ćaleta-Car, a u Donji Miholjac i Metković Domagoj Vida. U Varaždinu je dočekan izbornik Zlatko Dalić.

#### Odlikovanja Predsjednice Republike Hrvatske
U studenom iste godine Predsjednica Republike Hrvatske Kolinda Grabar-Kitarović primila je i odlikovala reprezentativce te članove stožera i logistike reprezentacije.
- Povelja Republike Hrvatske: Hrvatski nogometni savez[10]
- Red kneza Trpimira s ogrlicom i Danicom: Davor Šuker i Zlatko Dalić[11][12]
- Red kneza Branimira s ogrlicom: Luka Modrić, Milan Badelj, Filip Bradarić, Marcelo Brozović, Duje Ćaleta-Car, Vedran Ćorluka, Tin Jedvaj, Lovre Kalinić, Mateo Kovačić, Andrej Kramarić, Dominik Livaković, Dejan Lovren, Mario Mandžukić, Ivan Perišić, Josip Pivarić, Marko Pjaca, Ivan Rakitić, Ante Rebić, Ivan Strinić, Danijel Subašić, Domagoj Vida i Šime Vrsaljko.[13]
- Red Danice hrvatske s likom Franje Bučara: Marijan Kustić, Ivica Olić, Dražen Ladić, Marjan Mrmić i Zoran Cvrk.[14][15]
- Red hrvatskog trolista: Marc Rochon, Luka Milanović, Ognjen Vukojević, Nikola Jerkan, Zoran Bahtijarević, Boris Nemec, Saša Janković, Nenad Krošnjar, Nderim Redžaj, Mario Petrović, Bojan Radanović, Mladen Pilčić, Goran Vincek, Dennis Luka Lukančić, Iva Olivari-Uliša, Tomislav Pacak i Ivančica Sudac.[16][17]
- Red hrvatskog pletera: Zorislav Srebrić, Miroslav Marković, Nikša Martinac, Koraljka Petrinović, Helena Puškar, Nika Bahtijarević, Drago Sopta, Tomica Đukić, Tihomir Maloča i Mislav Krznarić.[18]

## 2022. – Katar
| Poz | Momčad   | U | P | N | I | GZ | GP | GR | Bod |
| --- | -------- | - | - | - | - | -- | -- | -- | --- |
| 1.  | Maroko   | 3 | 2 | 1 | 0 | 4  | 1  | +3 | 7   |
| 2.  | Hrvatska | 3 | 1 | 2 | 0 | 4  | 1  | +3 | 5   |
| 3.  | Belgija  | 3 | 1 | 1 | 1 | 1  | 2  | -1 | 4   |
| 4.  | Kanada   | 3 | 0 | 0 | 3 | 2  | 7  | -5 | 0   |

| 23. studenoga 2022. 11:00 SEV |             |          |                                                                            |
| Maroko                        | 0:0         | Hrvatska | Stadion Al Bayt, Al Khor Broj gledatelja: 59.407 Sudac: Fernando Rapallini |
|                               | (izvještaj) |          | Stadion Al Bayt, Al Khor Broj gledatelja: 59.407 Sudac: Fernando Rapallini |

| 27. studenoga 2022. 17:00 SEV            |             |           |                                                                                 |
| Hrvatska                                 | 4:1         | Kanada    | Međunarodni stadion Khalifa, Doha Broj gledatelja: 44.374 Sudac: Andrés Matonte |
| Kramarić 46', 70' Livaja 44' Majer 90+4' | (izvještaj) | Davies 2' | Međunarodni stadion Khalifa, Doha Broj gledatelja: 44.374 Sudac: Andrés Matonte |

| 1. prosinca 2022. 16:00 SEV |             |         |                                                                                |
| Hrvatska                    | 0:0         | Belgija | Stadion Ahmad bin Ali, Al Rayyan Broj gledatelja: 43.984 Sudac: Anthony Taylor |
|                             | (izvještaj) |         | Stadion Ahmad bin Ali, Al Rayyan Broj gledatelja: 43.984 Sudac: Anthony Taylor |

### Osmina finala
| 5. prosinca 2022. 16:00 (SEV) |             |             |                                                                           |
| Japan                         | 1:1 (pr.)   | Hrvatska    | Stadion Al Janoub, Al Wakrah Broj gledatelja: 42.523 Sudac: Ismail Elfath |
| Maeda 43'                     | (izvještaj) | Perišić 55' | Stadion Al Janoub, Al Wakrah Broj gledatelja: 42.523 Sudac: Ismail Elfath |

|                               |     | jedanaesterci                  |  |  |
| Minamino Mitoma Asano Yoshida | 1:3 | Vlašić Brozović Livaja Pašalić |  |  |
|                               |     |                                |  |  |

### Četvrtfinale
| 9. prosinca 2022. 16:00 SEV |             |               |                                                                                 |
| Hrvatska                    | 1:1 (pr.)   | Brazil        | Stadion Education City, Al Rayyan Broj gledatelja: 43.893 Sudac: Michael Oliver |
| Petković 117'               | (izvještaj) | Neymar 105+1' | Stadion Education City, Al Rayyan Broj gledatelja: 43.893 Sudac: Michael Oliver |

|                           |     | jedanaesterci                     |  |  |
| Vlašić Majer Modrić Oršić | 4:2 | Rodrygo Casemiro Pedro Marquinhos |  |  |
|                           |     |                                   |  |  |

### Polufinale
| 13. prosinca 2022. 20:00   |             |          |                                                                             |
| Argentina                  | 3:0         | Hrvatska | Stadion Lusail Iconic, Lusail Broj gledatelja: 88.966 Sudac: Daniele Orsato |
| Messi 34' Álvarez 39', 69' | (izvještaj) |          | Stadion Lusail Iconic, Lusail Broj gledatelja: 88.966 Sudac: Daniele Orsato |

### Utakmica za treće mjesto
| 17. prosinca 2022. 16:00 |             |         |                                                                                             |
| Hrvatska                 | 2:1         | Maroko  | Međunarodni stadion Khalifa, Al Rayyan Broj gledatelja: 44.137 Sudac: Abdulrahman Al-Jassim |
| Gvardiol 7' Oršić 42'    | (izvještaj) | Dari 9' | Međunarodni stadion Khalifa, Al Rayyan Broj gledatelja: 44.137 Sudac: Abdulrahman Al-Jassim |

## Popis utakmica
| Svjetsko prvenstvo | Krug            | Protivnik  | Rezultat       | Stadion         | Strijelci                    |
| ------------------ | --------------- | ---------- | -------------- | --------------- | ---------------------------- |
| 1998.              | Skupina         | Jamajka    | 3:1            | Lens            | Stanić, Prosinečki, Šuker    |
| 1998.              | Skupina         | Japan      | 1:0            | Nantes          | Šuker                        |
| 1998.              | Skupina         | Argentina  | 0:1            | Bordeaux        | -                            |
| 1998.              | Osmina finala   | Rumunjska  | 1:0            | Bordeaux        | Šuker                        |
| 1998.              | Četvrtfinale    | Njemačka   | 3:0            | Lyon            | Jarni, Vlaović, Šuker        |
| 1998.              | Polufinale      | Francuska  | 1:2            | Saint-Denis     | Šuker                        |
| 1998.              | za treće mjesto | Nizozemska | 2:1            | Paris           | Prosinečki, Šuker            |
| 2002.              | Skupina         | Meksiko    | 0:1            | Niigata         | -                            |
| 2002.              | Skupina         | Italija    | 2:1            | Ibaraki         | Olić, Rapaić                 |
| 2002.              | Skupina         | Ekvador    | 0:1            | Yokohama        | -                            |
| 2006.              | Skupina         | Brazil     | 0:1            | Berlin          | -                            |
| 2006.              | Skupina         | Japan      | 0:0            | Nürnberg        | -                            |
| 2006.              | Skupina         | Australija | 2:2            | Stuttgart       | Srna, N. Kovač               |
| 2014.              | Skupina         | Brazil     | 1:3            | São Paulo       | Marcelo (autogol)            |
| 2014.              | Skupina         | Kamerun    | 4:0            | Manaus          | Olić, Perišić, Mandžukić (2) |
| 2014.              | Skupina         | Meksiko    | 1:3            | Recife          | Perišić                      |
| 2018.              | Skupina         | Nigerija   | 2:0            | Kaliningrad     | Etebo (autogol), Modrić      |
| 2018.              | Skupina         | Argentina  | 3:0            | Nižnji Novgorod | Rebić, Modrić, Rakitić       |
| 2018.              | Skupina         | Island     | 2:1            | Rostov na Donu  | Badelj, Perišić              |
| 2018.              | Osmina finala   | Danska     | 1:1 (3:2 11 m) | Nižnji Novgorod | Mandžukić                    |
| 2018.              | Četvrtfinale    | Rusija     | 2:2 (4:3 11 m) | Soči            | Kramarić, Vida               |
| 2018.              | Polufinale      | Engleska   | 2:1            | Moskva          | Perišić, Mandžukić           |
| 2018.              | Finale          | Francuska  | 2:4            | Moskva          | Perišić, Mandžukić           |
| 2022.              | Skupina         | Maroko     | 0:0            | Al Khor         |                              |
| 2022.              | Skupina         | Kanada     | 4:1            | Al Rayyan       | Kramarić (2), Livaja , Majer |
| 2022.              | Skupina         | Belgija    | 0:0            | Al Rayyan       |                              |
| 2022.              | Osmina finala   | Japan      | 1:1 (3:1 11 m) | Al Wakrah       | Perišić                      |
| 2022.              | Četvrtfinale    | Brazil     | 1:1 (4:2 11 m) | Al Rayyan       | Petković                     |
| 2022.              | Polufinale      | Argentina  | 0:3            | Lusail          |                              |
| 2022.              | za treće mjesto | Maroko     | 2:1            | Al Rayyan       | Gvardiol, Oršić              |

## Najviše utakmica na svjetskim prvenstvima
| Br. | Igrač            | Utakmice | Svjetska prvenstva        |
| --- | ---------------- | -------- | ------------------------- |
| 1   | Luka Modrić      | 19       | 2006., 2014., 2018., 2022 |
| 2   | Ivan Perišić     | 17       | 2014., 2018., 2022.       |
| 3   | Dejan Lovren     | 16       | 2014., 2018., 2022.       |
| 4   | Mateo Kovačić    | 15       | 2014., 2018., 2022.       |
| 5   | Andrej Kramarić  | 14       | 2018., 2022.              |
| 6   | Marcelo Brozović | 13       | 2014., 2018., 2022.       |
| 7   | Dario Šimić      | 11       | 1998., 2002., 2006.       |
| 8   | Robert Jarni     | 10 ↓1    | 1998., 2002.              |
| 8   | Ivan Rakitić     | 10       | 2014., 2018.              |

## Strijelci na svjetskim prvenstvima
| Br. | Igrač             | Golovi | Svjetska prvenstva        |
| --- | ----------------- | ------ | ------------------------- |
| 1   | Davor Šuker       | 6      | 1998.                     |
| 1   | Ivan Perišić      | 6      | 2014. (2), 2018. (3),2022 |
| 3   | Mario Mandžukić   | 5      | 2014. (2), 2018. (3)      |
| 4   | Andrej Kramarić   | 3      | 2018., 2022 (2)           |
| 5   | Robert Prosinečki | 2 ↓2   | 1998.                     |
| 5   | Ivica Olić        | 2      | 2002., 2014.              |
| 5   | Luka Modrić       | 2      | 2018.                     |
| 8   | Robert Jarni      | 1      | 1998.                     |
| 8   | Mario Stanić      | 1      | 1998.                     |
| 8   | Goran Vlaović     | 1      | 1998.                     |
| 8   | Milan Rapaić      | 1      | 2002.                     |
| 8   | Niko Kovač        | 1      | 2006.                     |
| 8   | Darijo Srna       | 1      | 2006.                     |
| 8   | Milan Badelj      | 1      | 2018.                     |
| 8   | Ivan Rakitić      | 1      | 2018.                     |
| 8   | Ante Rebić        | 1      | 2018.                     |
| 8   | Domagoj Vida      | 1      | 2018.                     |
| 8   | Marko Livaja      | 1      | 2022.                     |
| 8   | Lovro Majer       | 1      | 2022.                     |
| 8   | Bruno Petković    | 1      | 2022.                     |
| 8   | Joško Gvardiol    | 1      | 2022.                     |
| 8   | Mislav Oršić      | 1      | 2022.                     |

## Priznanja
- (1998.) Zlatna kopačka (6 pogodaka): Davor Šuker
- (1998.) Srebrna lopta: Davor Šuker
- (1998.) Najbolja momčad turnira: Davor Šuker
- (2018.) Zlatna lopta: Luka Modrić
- (2018.) Najbolja momčad turnira: Luka Modrić

## Međusobni ogledi na svjetskim prvenstvima
| Ekipa      | U | P | N | I | GZ | GP | GR |
| ---------- | - | - | - | - | -- | -- | -- |
| Argentina  | 3 | 1 | 0 | 2 | 3  | 4  | -1 |
| Australija | 1 | 0 | 1 | 0 | 2  | 2  | 0  |
| Belgija    | 1 | 0 | 1 | 0 | 0  | 0  | 0  |
| Brazil     | 3 | 0 | 1 | 2 | 2  | 5  | –3 |
| Danska     | 1 | 0 | 1 | 0 | 1  | 1  | 0  |
| Ekvador    | 1 | 0 | 0 | 1 | 0  | 1  | –1 |
| Engleska   | 1 | 1 | 0 | 0 | 2  | 1  | 1  |
| Francuska  | 2 | 0 | 0 | 2 | 3  | 6  | –3 |
| Njemačka   | 1 | 1 | 0 | 0 | 3  | 0  | +3 |
| Island     | 1 | 1 | 0 | 0 | 2  | 1  | +1 |
| Italija    | 1 | 1 | 0 | 0 | 2  | 1  | +1 |
| Jamajka    | 1 | 1 | 0 | 0 | 3  | 1  | +2 |
| Japan      | 3 | 1 | 2 | 0 | 2  | 1  | +1 |
| Kamerun    | 1 | 1 | 0 | 0 | 4  | 0  | +4 |
| Kanada     | 1 | 1 | 0 | 0 | 4  | 1  | +3 |
| Maroko     | 2 | 1 | 1 | 0 | 2  | 1  | +1 |
| Meksiko    | 2 | 0 | 0 | 2 | 1  | 4  | –3 |
| Nizozemska | 1 | 1 | 0 | 0 | 2  | 1  | +1 |
| Nigerija   | 1 | 1 | 0 | 0 | 2  | 0  | +2 |
| Rumunjska  | 1 | 1 | 0 | 0 | 1  | 0  | +1 |
| Rusija     | 1 | 0 | 1 | 0 | 2  | 2  | 0  |

## Također pogledajte
- Popis hrvatskih nogometnih reprezentativaca
- Hrvatska na Europskom nogometnom prvenstvu
- Hrvatska u UEFA Ligi nacija